# Welles Crowther
 (mars 2023).
Si vous disposez d'ouvrages ou d'articles de référence ou si vous connaissez des sites web de qualité traitant du thème abordé ici, merci de compléter l'article en donnant les références utiles à sa vérifiabilité et en les liant à la section « Notes et références ».
Welles Remy Crowther, connu comme « l'homme au bandana rouge », est un négociant américain en actions et pompier volontaire, né le 17 mai 1977 et mort lors des attaques du 11 septembre à New York, au cours desquelles il a sauvé jusqu'à 18 personnes.

## Biographie
Welles Remy Crowther est l'aîné de trois enfants. Ses parents, Jefferson et Allison, l’ont élevé lui et ses deux sœurs, Honor et Paige, dans la banlieue de Nyack, à New York. Par l’entremise de son père, il est le petit-fils de Bosley Crowther, critique de cinéma du New York Times de 1940 à 1967. 
Enfant, Crowther voit son père s’habiller pour l’église et envelopper un petit peigne dans un bandana bleu ou rouge qu’il garde dans sa poche droite. À six ans, son père lui offre un bandana rouge, qui devient sa marque de fabrique, et que Crowther porte sous tous ses uniformes de sport au collège.
À 16 ans, Crowther se joint à son père comme pompier volontaire, devenant membre subalterne de l’Empire Hook and Ladder Company. Il fréquente ensuite le Boston College, où il joue à la crosse. En 1999, il obtient un diplôme avec mention en économie. Il déménage ensuite à New York, où il accepte un emploi de trader en actions pour Sandler O’Neill and Partners, s’installant dans un bureau au 104e étage de la tour sud du World Trade Center. Plus tard, il rêvait de rejoindre la FDNY, le FBI ou la CIA.

## Attaques du 11 septembre 2001
Le 11 septembre 2001, neuf minutes après que le vol 175 d’United Airlines a heurté la tour sud entre les étages 77 et 85 à 9h03, Crowther appelle sa mère depuis son bureau à 9h12, laissant le message : «Maman, ici Welles. Je voulais que tu saches que je vais bien.»
Crowther se rend dans le hall du 78e étage, où il rencontre un groupe de survivants, dont Ling Young gravement brûlée, qui travaillait au 86e étage du ministère de la Fiscalité et des Finances de New York. Young avait été l’une des 200 personnes qui attendaient devant des ascenseurs pour évacuer lorsque l’avion a frappé la tour, et était l’une des rares survivants. Crowther, portant une jeune femme sur son dos, les dirige vers l’escalier de travail. Les survivants le suivent 17 étages plus bas, où il dépose la femme qu’il portait avant de remonter pour aider les autres. 
Quand il revient au 78e étage, il a un bandana autour du nez et de la bouche pour le protéger de la fumée et de la brume. Il trouve un autre groupe de survivants, dont l’employée d’AON Corporation, Judy Wein, qui travaille au 103e étage et souffre d’une fracture du bras, de côtes fêlées et d’un poumon perforé. Selon Wein, Crowther a aidé à éteindre les incendies et à administrer les premiers soins. Il annonce ensuite à ce groupe : « Que tous ceux qui peuvent se lever se lèvent maintenant. Si vous pouvez aider les autres, faites-le. » Il dirige aussi ce groupe en bas. Pendant que les occupants de la tour se dirigeaient vers la rue, Crowther est monté les escaliers pour aider les autres. Il fut aperçu pour la dernière fois avec des membres de la FDNY avant l’effondrement de la Tour Sud à 9h59.
Le corps de Crowther a été retrouvé en mars 2002, aux côtés de plusieurs pompiers et travailleurs d’urgence regroupés dans un poste de commandement présumé dans le hall de la tour Sud. Le bureau du médecin légiste de New York a déclaré que son corps avait été retrouvé intact, sans traces de brûlures, et que les autorités avaient émis l’hypothèse qu’il aidait les secours en tant qu’huissier civil lorsque l’immeuble s’est effondré. La famille de Crowther n’était pas au courant des détails de ses activités entre son dernier appel téléphonique à sa mère et sa mort, jusqu’à ce qu’Allison Crowther lise le récit de première main de Judy Wein dans le New York Times, disant avoir été sauvée par un homme portant un bandana rouge. Plusieurs survivants ont également confirmé sur des photos l’identité de l’homme qui les a aidés. Selon des témoignages de survivants, Crowther a sauvé jusqu’à 18 personnes après les attaques.

## Hommages
- Les parents de Crowther, avec le soutien d’une fondation du Michigan, ont créé le Red Bandana Project, un programme de développement de soi pour les salles de classe, les équipes sportives, les camps et les programmes pour les jeunes. La famille a également créé le Welles Remy Crowther Charitable Trust, avec lequel elle finance des œuvres de bienfaisance.
- Le Welles Remy Crowther Red Bandana Run, une course sur route de 5 kilomètres, a lieu chaque octobre au Boston College.
- En 2006, Crowther a été nommé à titre posthume pompier honoraire de la ville de New York par le commissaire Nicholas Scoppetta.
- La même année, Tyler Jewell, coéquipier de Crowther au Boston College, portait un bandana rouge en l’honneur de Crowther lorsqu’il a participé aux Jeux olympiques d’hiver de 2006 en tant que membre de l’équipe de snowboard des États-Unis.
- Au cours du match de football UCF-Boston College à Orlando, en Floride, un jour avant le 10e anniversaire des attentats du 11 septembre, les deux écoles ont honoré Crowther. Les joueurs du Boston College portaient des autocollants portant le bandana rouge de Crowther pendant le match, et les sœurs de Crowther, Honor Fagan et Paige Crowther, ont été présentées à la foule pendant le troisième quart. Le 13 septembre 2014, le Boston College a joué contre l’University of Southern California (USC) et l’équipe portait des uniformes symbolisant le bandana rouge de Crowther, y compris une bande de casque, des crampons et des gants avec un motif de bandana rouge. Le Boston College a ensuite battu les Troyens de 37 à 31, classés au neuvième rang, dans un revirement stupéfiant.
- En 2013, la sœur de Crowther, Honor Crowther Fagan, a publié un livre pour enfants sur les actions de Welles lors des attentats du 11 septembre, intitulé L’homme dans le bandana rouge, avec des illustrations de son oncle John M. Crowther.
- Au Mémorial national du 11 septembre, Crowther est commémoré à la piscine sud, sur le panneau S-50. Le président Barack Obama, lors de la dédicace du musée le 15 mai 2014, a déclaré à propos de Crowther : « Ils ne connaissaient pas son nom. Ils ne savaient pas d’où il venait. Mais ils savaient que leurs vies avaient été sauvées par l’homme au bandana rouge. Il a demandé des extincteurs pour combattre les flammes. Il s’est occupé des blessés. Il a mis en sécurité ces survivants en bas des escaliers, et a descendu 17 étages en portant une femme sur ses épaules. Puis il y est retourné. Remontant tous ces étages. Puis redescendre, amenant d’autres blessés en lieu sûr. Jusqu’au moment où la tour s'est effondrée. » L'un des bandanas de Crowther est exposé au musée.
- Il a fait l’objet du long métrage documentaire Man in Red Bandana en 2017.